# Петросян, Вардан Артурович
Варда́н Арту́рович Петрося́н (арм. Վարդան Արթուրի Պետրոսյան; 19 апреля 1988, Ереван, Армянская ССР, СССР) — армянский футболист, нападающий.

## Клубная карьера
Вардан Петросян является воспитанником «Пюника». С 2007 года играл за основной клуб, периодически проводя игры за дубль в Первой лиге. За два сезона в составе «синих» провёл 34 игры, по 17 игр за сезон. В начале чемпионата 2008 являлся игроком основы, но после потерял место и выходил на матчи чемпионата лишь на замены. После окончания чемпионата Петросян покинул клуб.
Поиграв некоторое время ереванском «Арарате» Петросян в 2009 году перешёл во вновь созданный дилижанский «Импульс». Не отыграв толком сезон вынужден был покинуть расположение клуба. Причиной ухода явилось отсутствие навыков способных помочь команде в играх с соперниками.
В конце сезона 2011 года клубная история Армении пополнилась двумя командами. Были основаны два клуба «Алашкерт» и «Кинг Делюкс». Петросян заключил контракт  клубом из Абовяна. Чемпионат начался резво, команда открыто говорила о своих претензиях на первое место и повышении в классе. Команда некоторое время была на 1 месте и имела небольшой отрыв. После некоторых невнятных матчей команду настигли конкуренты, главным из которых был «Алашкерт». В 17 туре состоялась очная игра за лидерство в турнирной таблице, которую «Кинг Делюкс» проиграл. В 18 туре команда сыграла вничью с аутсайдером чемпионата, а через несколько дней руководство клуба объявило о снятии с чемпионата и расформировании клуба. Некоторые игроки перешли в резервные команды клубов Премьер-лиги, а сам Петросян перешёл в «Алашкерт», который стал единственным претендентом на повышение.

## Достижения
- «Пюник»
  - Чемпион Армении: 2007, 2008
  - Обладатель Суперкубка Армении: 2007, 2008